# 중화인민공화국 국경절

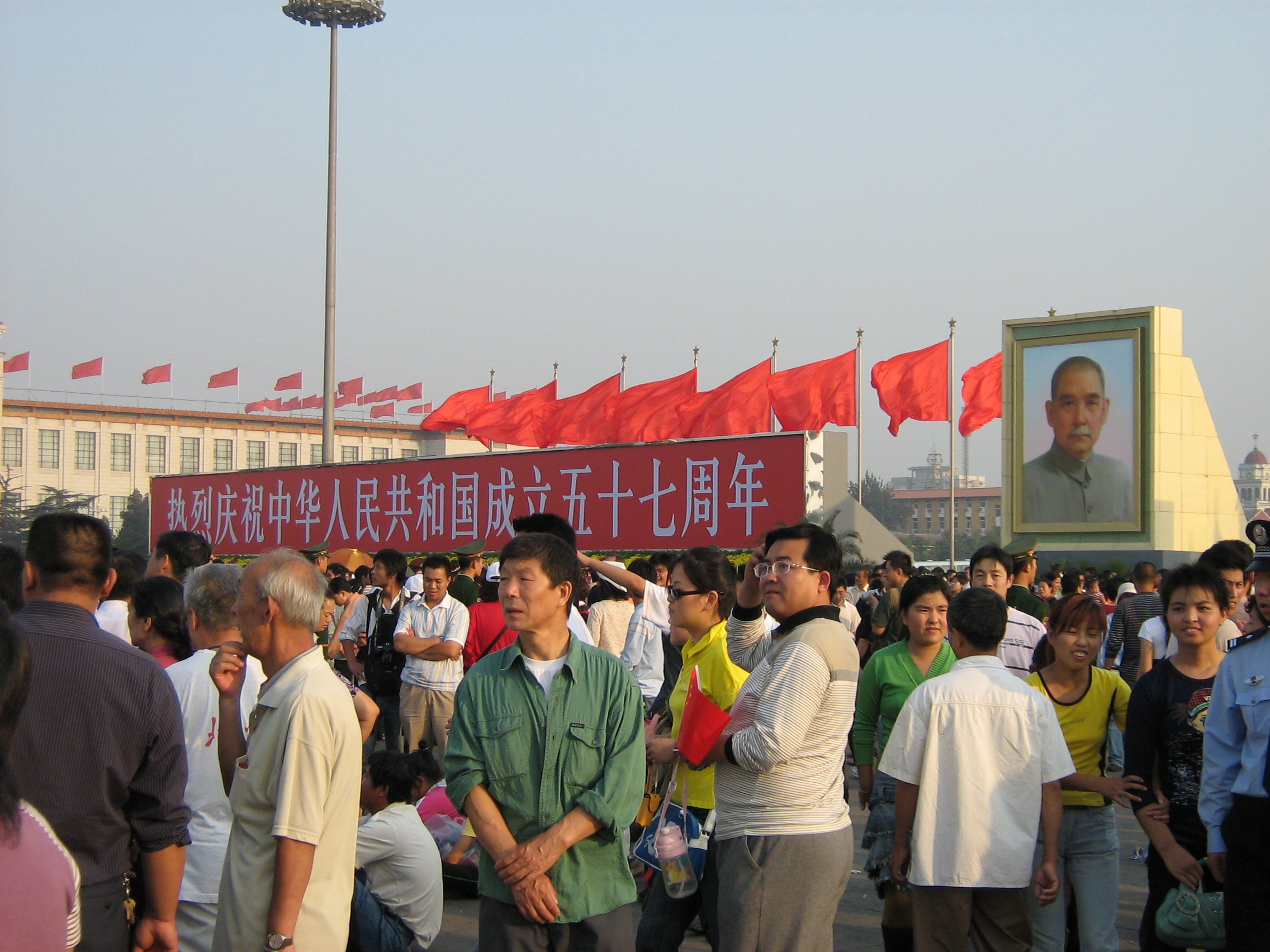
톈안먼 광장 (2006년 중화인민공화국 국경절)

중화인민공화국 국경절(중국어 간체자: 中华人民共和国国庆节, 정체자: 中華人民共和國國慶節, 병음: Zhōnghuá Rénmín Gònghéguó Guóqìngjié 중화런민궁허궈 궈칭제[*])은 중화인민공화국의 건국기념일로 매년 10월 1일이다. 춘절과 함께 중국 양대 최대의 명절로 기념하고 있다.
1949년 10월 1일에 국공 내전에서 마오쩌둥이 이끌던 중국 공산당이 중화민국 정부를 몰아내면서 톈안먼 광장에서 중화인민공화국 수립을 선포한 데에서 유래되었으며 1949년 12월 2일 공산당 정부가 매년 10월 1일을 중화인민공화국 국경절로 기념하는 내용의 결의안을 채택하면서 국경일로 지정되었다.
중화인민공화국에서 이 날은 1년에 2번 맞는 1주일간의 황금주가 시작되는 날이기도 하며 중국 대륙과 홍콩, 마카오에서도 이 날을 기념한다. 중화인민공화국 정부는 불꽃놀이와 콘서트를 비롯한 중화인민공화국 국경절 행사를 주관한다.

## 열병식
제1회(1950년)부터 제10회(1959년)까지 매년 열병식(군사 퍼레이드)이 치러졌으나 그 후에 중단되었다. 나중에 제35회(1984년), 제50회(1999년), 제60회(2009년)에 각각 치러졌다. 2015년에 열린 중국 인민 항일 전쟁 및 세계 반파시즘 전쟁 승리 70주년 기념 대회는 중화인민공화국 국경절이 아닌 전승 기념일인 9월 3일에 치러졌다.

## 같이 보기
- 건국기념일
- 중화민국 국경일 (1911년 10월 10일)